# 狭羽假毛蕨
狭羽假毛蕨（学名：Pseudocyclosorus angustipinnus）为金星蕨科假毛蕨属下的一个种。

## 扩展阅读
- 維基物種上的相關：狭羽假毛蕨